# Ghana Olympic Committee

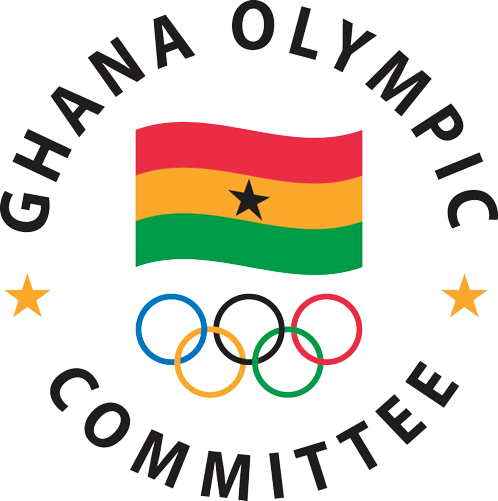
Logo des GOC

Das Ghana Olympic Committee (GOC) ist das Nationale Olympische Komitee (NOK) der Republik Ghana. Sitz des GOC ist in der Castle Road in der ghanaischen Hauptstadt Accra. Präsident des GOC ist Francis Dodoo.
Das GOC ist Mitglied im Verband der afrikanischen NOK, der ANOCA.

## Geschichte
Das GOC wurde 1952 als Gold Coast Olympics Committee (Olympisches Komitee der Goldküste) gegründet und vom Internationalen Olympischen Komitee (IOC) anerkannt.
Mit der Teilnahme an den Olympischen Sommerspielen 1952 in Helsinki – noch als britische Kronkolonie Goldküste – begann die olympische Geschichte Ghanas. Das Land nahm ab 1960 regelmäßig an Olympischen Sommerspielen teil. Nur 1976 und 1980 schloss man sich den Boykottaufrufen an. 2010 wurde erstmals eine Delegation zu Winterspielen geschickt.
Der größte Erfolg für das GOC war die Silbermedaille des Halbweltergewichtsboxers Ike Quartey bei den Sommerspielen 1960 in Rom.

## Mitglieder
Dem GOC sind die wichtigsten Sportverbände des Landes angeschlossen. Dazu gehören:
- Ghana Amateur Boxing Association
- Ghana Athletics Association
- Ghana Football Association
- Ghana Table Tennis Association
- Ghana Weightlifting Association
- Badminton Association of Ghana
- Handball Association of Ghana